# Hiperseksualność
Hiperseksualność, hiperlibidemia – dysfunkcja seksualna objawiająca się ciągłą, wyniszczającą i uporczywą potrzebą uprawiania stosunków płciowych, przesłaniającą inne potrzeby. U kobiet dysfunkcja ta określana jest jako nimfomania (nazwa nawiązuje do mitologicznych nimf), natomiast u mężczyzn jako satyryzm (satyriasis; nazwa nawiązuje do satyrów). Hiperseksualność odnosząca się do innych zwierząt niż człowiek to snębica.

## Norma potrzeb seksualnych
Nie można określić uniwersalnej normy częstości odbywania stosunków seksualnych ani normy potrzeb. Jednak pewne formy zachowań sprawiają problemy zarówno podmiotom, jak i ich otoczeniu, czasami prowadzą do konfliktów, w tym także do konfliktów z prawem. Silny popęd często stanowi poważną, przeszkadzającą w życiu trudność w okresie dorastania, zwłaszcza jeśli zbyt młody wiek ogranicza jego zaspokojenie.
Nadmierny popęd seksualny połączony z poszukiwaniem nowych partnerów i podejmowanie współżycia w każdej, nawet nie sprzyjającej temu okoliczności, bywa wyrazem uzależnienia seksualnego. Często wiąże się z potrzebą przeżywania napięcia w sytuacjach skrajnego ryzyka, często także z uporczywym, nieraz panicznym, dążeniem do uzyskania potwierdzenia własnej sprawności. Uzyskanie satysfakcji poprzez zdobywanie nowych partnerów jest wówczas związane raczej z sukcesem uwodzenia, niż z powstaniem nowego, atrakcyjnego związku.
Wyobrażenia o patologicznym charakterze dużych potrzeb seksualnych, nawet zaspokajanych w częstym współżyciu z tylko jednym partnerem, są nieraz przyczyną lęków i poczucia istnienia zaburzeń zdrowia. Są więc jednym z czynników, powodujących uznanie się za chorego.
Zasadność rozpoznawania tej dysfunkcji seksualnej jest jednak bardzo wątpliwa.

## Diagnoza różnicowa
Hiperseksualność prawie nigdy nie jest samodzielnym, wyizolowanym objawem – najczęściej jest to element innych zaburzeń, na przykład nerwicowych lub afektywnych – zwykle epizodu manii. Zjawisko nadmiernego pociągu płciowego (hiperseksualność) towarzyszy jako objaw pewnym zaburzeniom neurologicznym (np. zespołowi Klüvera-Bucy’ego). Hiperlibidemia może być reakcją sytuacyjną (np. w kontaktach z określoną osobą).
Diagnoza hiperseksualności zawsze zależy od oceny indywidualnej normy seksuologicznej.